# Annik Salmon
Annik Salmon Carneiro, mais conhecida como Annik Salmon (Rio de Janeiro, 18 de Maio de 1981), é uma carnavalesca, designer, figurinista, cenógrafa brasileira e professora. Atualmente é carnavalesca do Arranco de Engenho de Dentro. 

## Carreira
Graduada em Artes Cênicas pela Universidade Federal do Rio de Janeiro (UFRJ), no curso de Belas Artes e Pós-Graduada em Educação Artística com Formação Pedagógica de Docentes pela Universidade Cândido Mendes (UCAM).
Iniciou sua carreira em 2003 como Assistente e figurinista de Alexandre Louzada, na Porto da Pedra e com ele esteve na Vila Isabel, Beija-Flor até o ano de 2008. No ano de 2007 assinou seu primeiro desfile, integrando a Comissão de Carnaval da Cubango.
Em 2009, já na Vila Isabel, trabalhou com os carnavalescos Alex de Souza e Paulo Barros que a levou para Unidos da Tijuca onde sua carreira começou a decolar no ano de 2010.
Atuando como braço direito do carnavalesco Paulo Barros, no período em que o consagrado carnavalesco esteve nessa agremiação, participou diretamente da conquista de 3 campeonatos para escola Tijucana.
Depois do carnaval de 2014, onde o então carnavalesco deixou a agremiação e indo pra Mocidade. mas Annik preferiu continuar na Unidos da Tijuca, onde fez parte da Comissão de Carnaval montada pelo presidente Fernando Horta formada ainda por  Marcus Paulo, Hélcio Paim, Carlos Carvalho somada ao experiente carnavalesco Mauro Quintaes em que contou o enredo "Um conto marcado no tempo - O olhar suíço de Clóvis Bornay" que desenvolveu a Suíça tendo como plano de fundo o ex-carnavalesco Clóvis Bornay. Um belo desfile levou a agremiação ao 4° lugar.
Em 2016, com o enredo "Semeando Sorriso a Tijuca semeia o solo sagrado" a escola homenageou o agronegócio. Outro belo enredo contado e a escola conquistou o vice-campeonato, ficando a um décimo da campeã Mangueira. no ano de 2017, desenvolveu ainda na comissão o enredo “Música na alma, inspiração de uma nação” que homenageava a música americana. Com a plástica e carros alegóricos impecáveis assim como as fantasias a Tijuca foi considerada uma das fortes candidatas a conquista do campeonato. Entretanto, com sete minutos de desfile, o segundo carro alegórico da escola apresentou um problema hidráulico e a estrutura superior cedeu comprometendo todo o desfile da escola tijucana. Mesmo com um carro  de New Orleans altamente prejudicado a escola recebeu excelentes notas pelos outros carros e apesar de todos os " contratempos" ficou em 11º lugar.
Permanecendo na Comissão de Carnaval da Unidos da Tijuca em 2018 desenvolvendo uma homenagem a Miguel Falabella e no ano de 2019, num enredo sobre a história do Pão, denominado "Cada Macaco no seu galho. Ó, meu Pai, me dê o Pão que eu não morro de fome!" tendo nesses anos, ficado na 7º colocação. com a dissolvição da Comissão de Carnaval, feita pela direção da escola do Borel a fim de trazer novamente o carnavalesco Paulo Barros, Annik Salmon aceitou a proposta e retorna a Porto da Pedra, escola onde iniciou no carnaval e agora e iniciando carreira solo.
Em 9 de maio de 2022 foi anunciada como carnavalesca da Estação Primeira de Mangueira para 2023, em parceria com Guilherme Estevão, que até então estava no Império da Tijuca., por onde ficou por dois carnavais. Em 2025, retorna ao segundo grupo, como carnavalesca do Arranco.

## Carnavais
| Ano  | Escola           | Colocação   | Divisão    | Enredo                                                                      | Ref.        |
| ---- | ---------------- | ----------- | ---------- | --------------------------------------------------------------------------- | ----------- |
| 2007 | Cubango          | 7.º lugar   | Grupo A    | De fio a fio na Real, pra lá pra li. Paracambi                              | [ 8 ] [ 9 ] |
| 2015 | Unidos da Tijuca | 4.º lugar   | Especial   | Um conto marcado no tempo - O olhar Suíço de Clóvis Bornay                  | [ 10 ]      |
| 2016 | Unidos da Tijuca | Vice-campeã | Especial   | Semeando sorriso, a Tijuca festeja o solo sagrado                           | [ 11 ]      |
| 2017 | Unidos da Tijuca | 11.º lugar  | Especial   | Música na Alma Inspiração de Uma Nação                                      |             |
| 2018 | Unidos da Tijuca | 7.º lugar   | Especial   | Um Coração Urbano: Miguel, Arcanjo das Artes, Saúda o Povo e Pede Passagem  |             |
| 2019 | Unidos da Tijuca | 7.º lugar   | Especial   | Cada macaco no seu galho. Ó, meu pai, me dê o pão que eu não morro de fome! |             |
| 2020 | Porto da Pedra   | 3.º lugar   | Série A    | O que é que a Baiana tem? Do Bonfim à Sapucaí                               | [ 5 ]       |
| 2022 | Porto da Pedra   | Vice-campeã | Série Ouro | O Caçador que traz Alegrias                                                 | [ 12 ]      |
| 2023 | Mangueira        | 5.º lugar   | Especial   | As Áfricas que a Bahia Canta                                                |             |
| 2024 | Mangueira        | 7.º lugar   | Especial   | A Negra Voz do Amanhã                                                       |             |
| 2025 | Arranco          | 7.º lugar   | Série Ouro | Mães que Alimentam o Sagrado                                                | [ 13 ]      |
| 2026 | Arranco          |             | Série Ouro | A Gargalhada é o Xamego da Vida                                             | [ 14 ]      |

## Premiações
- Estrela do Carnaval

1. 2025 - Melhor enredo (Arranco - "Mães que Alimentam o Sagrado") [15]

- Plumas & Paetês Cultural

1. 2015 - Melhor figurinista (Unidos da Tijuca) [16]

- Prêmio Gazeta do Rio

1. 2022 - Melhor carnavalesca (Porto da Pedra) [17]

- Tamborim de Ouro

1. 2015 - Melhor conjunto de alegorias (Unidos da Tijuca) [18]